# 갤럭시 가도
갤럭시 가도(ギャラクシー街道, Galaxy Turnpike)는 일본에서 제작된 미타니 코키 감독의 2015년 코미디, SF 영화이다. 카토리 싱고 등이 주연으로 출연하였고 이시하라 타카시 등이 제작에 참여하였다.

## 출연

### 주연
- 카토리 싱고
- 아야세 하루카

### 조연
- 오구리 슌
- 유카
- 니시카와 다카노리
- 엔도 켄이치
- 단타 야스노리
- 이시마루 칸지
- 아키모토 사야카
- 아난 켄지
- 카지와라 젠
- 아사노 카즈유키
- 야마모토 코지
- 오타케 시노부
- 니시다 토시유키